# Jamesonia flabellata
Jamesonia flabellata är en kantbräkenväxtart som först beskrevs av William Jackson Hooker och Grev., och fick sitt nu gällande namn av Maarten J.M. Christenhusz. Jamesonia flabellata ingår i släktet Jamesonia och familjen Pteridaceae. Inga underarter finns listade.